# Rocinela japonica
Rocinela japonica is een pissebed uit de familie Aegidae. De wetenschappelijke naam van de soort is voor het eerst geldig gepubliceerd in 1898 door Richardson.